# Miss Mary
Pour plus de détails, voir Fiche technique et Distribution.
Miss Mary est un film dramatique et historique argentin réalisé par María Luisa Bemberg et sorti en 1986.

## Synopsis
L'action se déroule dans un immense ranch argentin et commence à l'été 1938. C'est l'histoire d'une famille dont les membres, détachés de la réalité qui s'approche, sourds aux rumeurs d'un monde qui change de structures, indifférents à tout ce qui n'est pas eux, et un peu à la manière des personnages de Tchekhov, rêvent un rêve dont ils se réveilleront brutalement avec l'arrivée de Juan Domingo Perón en 1945. Toutes ces circonstances, qui se sont déroulées entre 1938 et 1945 (coïncidant avec la Décennie infâme, 1930-1943), sont évoquées par une femme singulière, la gouvernante anglaise Miss Mary.

## Fiche technique
- Titre original et français : Miss Mary[2],[3],[4]
- Réalisation : María Luisa Bemberg
- Scénario : María Luisa Bemberg, Beda Docampo Feijóo (es), Juan Bautista Stagnaro (es), Jorge Goldenberg (es)
- Photographie : Miguel Rodríguez
- Montage : Luis César D'Angiolillo (es)
- Musique : Luis María Serra
- Société de production : Gea Cinematografica
- Pays de production :  Argentine
- Genre : Drame historique
- Format : couleurs - son Dolby
- Durée : 100 minutes
- Date de sortie : 
  - Argentine : 31 juillet 1986
  - France : 26 août 1987

## Distribution
- Julie Christie : Mary Mulligan
- Nacha Guevara : Mecha
- Eduardo Pavlovsky : Alfredo
- Gerardo Romano : Ernesto
- Iris Marga : Mamá Victoria
- Guillermo Battaglia : Abuelo
- Barbara Bunge : Teresa (enfant)
- Donald McIntyre : Johnny
- Sofía Viruboff : Carolina
- Luisina Brando : Perla
- Alberto Busaid : Don Mateo
- Georgina Parpagnoli : Angelita
- Richardo Hanglin
- Carlos Pamplona
- Nora Zinski : Teresa (adulte)
- Regina Lamm
- Anne Henry
- Sandra Ballesteros
- Anita Larronde
- Alfredo Quesada
- Oswaldo Flores
- Tessi Gilligan
- Carlos Usay
- Óscar López
- Susana Verón
- Alberto Marty
- Beatriz Thibaudin
- Laura Feal
- Lidia Cortínez
- Juan Palomino
- Facundo Zuviría
- Lila Di Palma
- Mercedes Van Gelderen
- Paula María Muschietti
- Julio César Srur